# ليون جيك
ليون جيك (مواليد 8 فبراير 1947) هو لاعب كرة قدم. يلعب مع منتخب بلجيكا لكرة القدم. سبق له أن لعب في كأس العالم لكرة القدم مع منتخب بلاده.

## روابط خارجية
- ليون جيك على موقع الاتحاد الدولي (مؤرشف)  (الإنجليزية)
- ليون جيك على موقع الاتحاد البلجيكي (الإنجليزية)
- ليون جيك على موقع قاعدة بيانات كرة القدم.إي يو (الإنجليزية)
- ليون جيك على موقع ناشيونال فوتبول تيمز (الإنجليزية)
- ليون جيك على موقع عالم كرة القدم.نت (الإنجليزية)